# Lazar Berman
Lazar Berman, född 26 februari 1930 i Leningrad, död 6 februari 2005 i Florens, var en rysk pianist vars repertoar sträckte sig från Beethoven via Liszt till Rachmaninov.